# Infundibulum
Infundibulum is een geslacht van weekdieren uit de klasse van de Gastropoda (slakken).

## Soorten
- Infundibulum concavum (Gmelin, 1791)
- Infundibulum tomlini (Fulton, 1930)